# 川崎浮島本線料金所
川崎浮島本線料金所（かわさきうきしまほんせんりょうきんじょ）は、神奈川県川崎市川崎区にある、首都高速道路神奈川6号川崎線西行き（大師JCT方面）に設置されている本線料金所である。川崎浮島JCTが併設されている。

## 路線
- 首都高速神奈川6号川崎線

## 料金所施設
川崎浮島本線料金所（東京湾アクアラインから）
- ブース数：4
  - ETC/一般：1
  - 閉鎖中：1
  - 休止：2

東京湾アクアラインから首都高速6号川崎線に向かう本線上にあり、首都高速道路の料金を支払う。本料金所が首都高速道路と東京湾アクアラインの境界である。

### 廃止された料金所
川崎浮島料金所（首都高速湾岸線東京方面から）
- ブース数：2
  - ETC専用：1
  - ETC/一般：1

川崎浮島JCTの首都高速湾岸線西行きから首都高速6号川崎線に向かうランプウェイ上にあり、神奈川線の料金を徴収していた。2012年1月1日の距離別料金への移行に伴い、当料金所より手前の東京線内に入口料金所を持たない出入口が存在しないことから料金の収受が廃止され、料金所施設の撤去工事が2012年9月12日から2013年2月6日まで実施された。

## 隣
首都高速神奈川6号川崎線
(681)殿町出入口 - 川崎浮島JCT/川崎浮島TB
CA東京湾アクアライン
川崎浮島JCT/(1)浮島IC/川崎浮島TB - 海ほたるPA/BS - 木更津金田TB - (2)木更津金田IC